# تنبؤ بالضحايا
التنبؤ بالضحايا هو علم التنبؤ بعدد الوفيات أو الإصابات التي قد تنجم عن وباء أو كارثة طبيعية أو عمل حرب مثل انفجار سلاح نووي أو سلاح كيميائي أو سلاح بيولوجي. (تقدير الخسائر هو عملية تقدير عدد الإصابات أو الوفيات في معركة أو كارثة طبيعية حدثت بالفعل.)
يطبق مشروع الاستعداد الواسع النطاق لحالات الطوارئ في جامعة نيويورك النمذجة المستندة إلى عوامل لمحاكاة آثار كارثة واسعة النطاق. وركز مشروعهم الأولي على نمذجة حادث تسمم غذائي برازيلي عام 1998 شمل 8000 إصابة و 16 حالة وفاة.
يتم تنفيذ التنبؤ بضحايا الانفجار بشكل روتيني في تخطيط العمليات العسكرية. على سبيل المثال، نظرت الولايات المتحدة في هجوم صاروخي كروز في عام 1998 لصالح مزارع تارناك من أجل قتل أسامة بن لادن. ومع ذلك، لم يكن يعرف ما يكفي عن آثار الأضرار الجانبية لصواريخ كروز على أكواخ الطين. في ذلك الوقت كان هناك 100 امرأة وطفل في المنطقة، ولتجنب هؤلاء المدنيين، لم تتم الموافقة على الهجوم.